# Ludvig Malmström
Ludvig Malmström, född 2 oktober 1786 på Laxå herrgård, död 5 mars 1838 på Gravendals bruk, Säfsnäs, var en svensk bruksförvaltare.
Han var son till förvaltaren Carl Adolf Malmström (1764–1836) och hans första hustru Brita Maria Boström (född 1755) samt gift med Jeana Christina Gellsén  (1789–1847) som var dotter till kronolänsman Natanael Gellsén. Makarna blev föräldrar till sju barn. Han var bror till bruksbokhållaren Erland Malmström samt halvbror till skalden Bernhard Elis Malmström och riksarkivarien Carl Gustaf Malmström.
Malmström blev student vid Uppsala universitet 1803, och avlade hovrättsexamen 1808 samt bergsexamen 1811. Han var därefter notarie i Bergskollegium innan han 1813 tillträdde som bruksförvaltare vid Tyfors bruk i Dalarna. Bruket hade samma ägare som Gravendals bruk där Malmströms morbror Georg Boström var förvaltare. Disponent Leijonmarck bestämde sig 1820 för att låta de båda förvaltarna byta arbetsplats och Leijonmarck kunde konstatera att bruksdriften vid Gravendal blev livligare under Malmströms tillsyn än gubben Boströms som jag är ganska glad att vara av med. Malmström sägs ha rustat upp de tidigare förfallna anläggningarna vid Gravendal i samband med sin förflyttning från Tyfors. Malmström blev också inofficiell förman och talesperson för de övriga förvaltarna inom den grupp av bruk och egendomar som ingick i Säfsnäsbruken. 
Malmström hade tidvis dålig hälsa; han var allvarligt sjuk i skörbjugg 1830. År 1837 tvingades han lämna sin tjänst för att söka vård och året efter avled han i vattusot. 